# منطقه طنجه–تطوان–حسیمه
طنجه تطوان حسیمه (به فرانسوی: Tanger-Tétouan-Al Hoceïma) یک منطقه در مراکش است. طنجه تطوان حسیمه ۱۵٬۰۹۰ کیلومتر مربع مساحت و ۳٬۵۵۶٬۷۲۹ نفر جمعیت دارد.